# جوسلين أمهيرست
جوسلين هنري أمهرست (بالإنجليزية: Josceline Henry Amherst) (من مواليد 7 يونيو 1846 – 1 فبراير 1900) هو سياسي ومستشار قانوني سابق، ولد في إنجلترا وعمل في أستراليا الغربية، وكان عضوًا في المجلس التشريعي لأستراليا الغربية في أواخر القرن التاسع عشر.

## النشأة والتعليم
ولد جوسلين أمهرست في كينغز كوليدج بكامبريدج، إنجلترا، وهو ابن وليام أمهرست، البارون الثاني لأمهرست، وزوجته الثانية ماري تيريزا. تلقى تعليمه في مدرسة إيتون المرموقة، ثم التحق بكلية كريست تشيرش، أكسفورد.

## الحياة المهنية المبكرة
مارس مهنة المحاماة في لندن بعد قبوله في نقابة المحامين. في عام 1887، انتقل إلى أستراليا الغربية ليعمل سكرتيرًا خاصًا لحاكم المستعمرة آنذاك، السير فريدريك نابير بروكمان.

## العمل السياسي
في أكتوبر 1890، عُيّن أمهرست عضوًا في المجلس التشريعي لأستراليا الغربية، في أول تشكيل له بعد منح الحكم الذاتي للمستعمرة. استمر في شغل مقعده حتى يناير 1894. خلال هذه الفترة، لم يكن ينتمي إلى أي حزب سياسي، واعتُبر من المستقلين.

## وفاته
توفي جوسلين أمهرست في بيرث في 1 فبراير 1900 عن عمر يناهز 53 عامًا.